# 蓋瑞·布希
蓋瑞·布希（英語：William Gary Busey，1944年6月29日—）是美國的一位演員。他已經出演過超過150部電影，並且也出演過眾多電視劇。